# Hotel Meliá Bilbao
El Hotel Meliá Bilbao es un hotel de cinco estrellas situado en la calle Lehendakari Leizaola de la villa de Bilbao, en plena avenida Abandoibarra.

## Historia
Fue diseñado por el arquitecto mexicano Ricardo Legorreta Vilchis, quien se inspiró en la obra de Eduardo Chillida a la hora de proyectar el edificio.

## Comunicaciones
- Estación de Moyua del metro de Bilbao.
- Estaciones de Abandoibarra y Euskalduna del tranvía de Bilbao.

## Edificios y ubicaciones adyacentes
- Palacio Euskalduna
- Parque Casilda Iturrizar
- Centro Comercial Zubiarte
- Plaza Euskadi